# Stoomauto

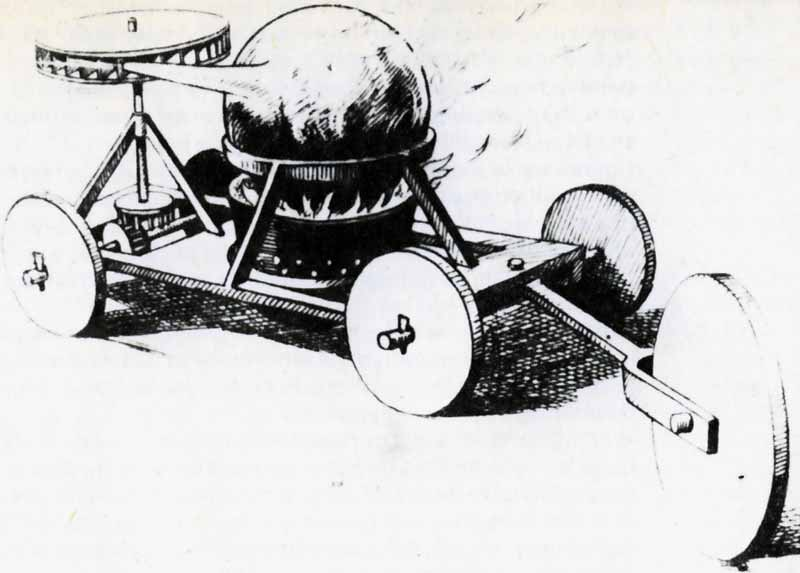
De stoomauto van Verbiest

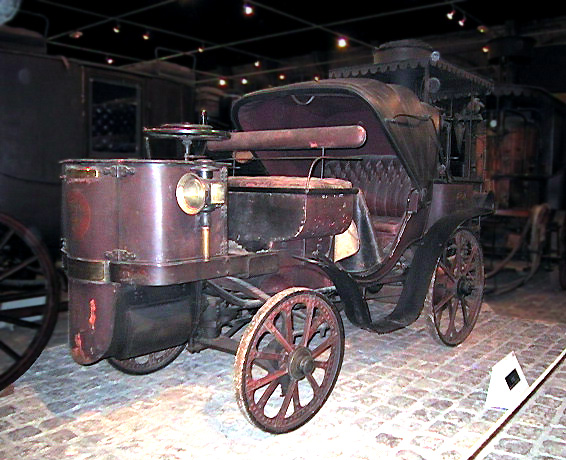
Een stoomauto van Amédee Bollée uit 1878

Een stoomauto is een auto die voortgedreven wordt door een stoommachine. De eerste stoomauto werd in ca. 1670 ontworpen door de jezuïet Ferdinand Verbiest  aan het hof van de Chinese keizer Kangxi. De eerste stoomauto's werden in de 18e eeuw gebouwd, waardoor de stoomauto ouder is dan de stoomtrein. Gebruik op grote schaal kwam na 1800, door de bouw van een goed functionerende verplaatsbare stoommachine.
Bekende stoomautobouwers waren:
- Amédée Bollée, een Franse uitvinder die van 1873 tot 1883 stoomauto's bouwde.
- Stanley, een Amerikaans bedrijf dat van 1903 tot 1927 stoomauto's produceerde.